# The Chevy Mystery Show
The Chevy Mystery Show è una serie televisiva statunitense in 18 episodi trasmessi per la prima volta nel corso di una sola stagione nel 1960.
Sponsorizzata dalla Chevrolet, è una serie di tipo antologico in cui ogni episodio rappresenta una storia a sé. Gli episodi sono storie di genere giallo e vengono presentati da Walter Slezak e poi da Vincent Price (gli ultimi episodi).  Fu trasmessa sulla NBC come sostituzione estiva del varietà The Dinah Shore Chevy Show (1956-1963). La serie è conosciuta anche con i titoli Mystery Show e Sunday Mystery Hour.
La serie vede la prima apparizione televisiva del personaggio del tenente Colombo, interpretato da Bert Freed nell'episodio Enough Rope. L'episodio, adattamento televisivo di una delle storie pubblicate sul Alfred Hitchcock's Mystery Magazine, fu trasmesso il 31 luglio 1960 e sceneggiato da Richard Levinson e William Link i quali ripresero poi il personaggio creando la serie di successo Colombo.

## Interpreti
La serie vede la partecipazione di numerosi attori, alcuni dei quali interpretarono diversi ruoli in più di un episodio. Oltre a fare le veci di presentatore, Vincent Price appare come interprete del personaggio di Michael Seemes nell'episodio Run-Around del 14 agosto 1960.
- Everett Sloane (4 episodi)
- Berry Kroeger (4 episodi)
- Barbara Stuart (4 episodi)
- Chet Stratton (3 episodi)
- Tommy Nello (3 episodi)
- Hugh Sanders (3 episodi)
- Janet Blair (2 episodi)
- Doris Dowling (2 episodi)
- John Alderman (2 episodi)
- Jerome Cowan (2 episodi)
- Paul Mazursky (2 episodi)
- Charles Meredith (2 episodi)
- Nancy Rennick (2 episodi)
- Tracey Roberts (2 episodi)
- Anne Seymour (2 episodi)
- Peter Walker (2 episodi)

## Produzione
La serie fu prodotta da National Broadcasting Company e Revue Studios.

### Registi
Tra i registi sono accreditati:
- Richard Dunlap
- Don Richardson

### Sceneggiatori
Tra gli sceneggiatori sono accreditati:
- Stephen Kandel in 3 episodi (1960)
- Norman Lessing in 3 episodi (1960)
- Adrian Spies in 2 episodi (1960)

## Distribuzione
La serie fu trasmessa negli Stati Uniti dal 29 maggio 1960 al 25 settembre 1960 sulla rete televisiva NBC.

## Episodi
| Stagione       | Episodi | Prima TV USA |
| -------------- | ------- | ------------ |
| Prima stagione | 18      | 1960         |